# Janet Cohen, Baroness Cohen of Pimlico

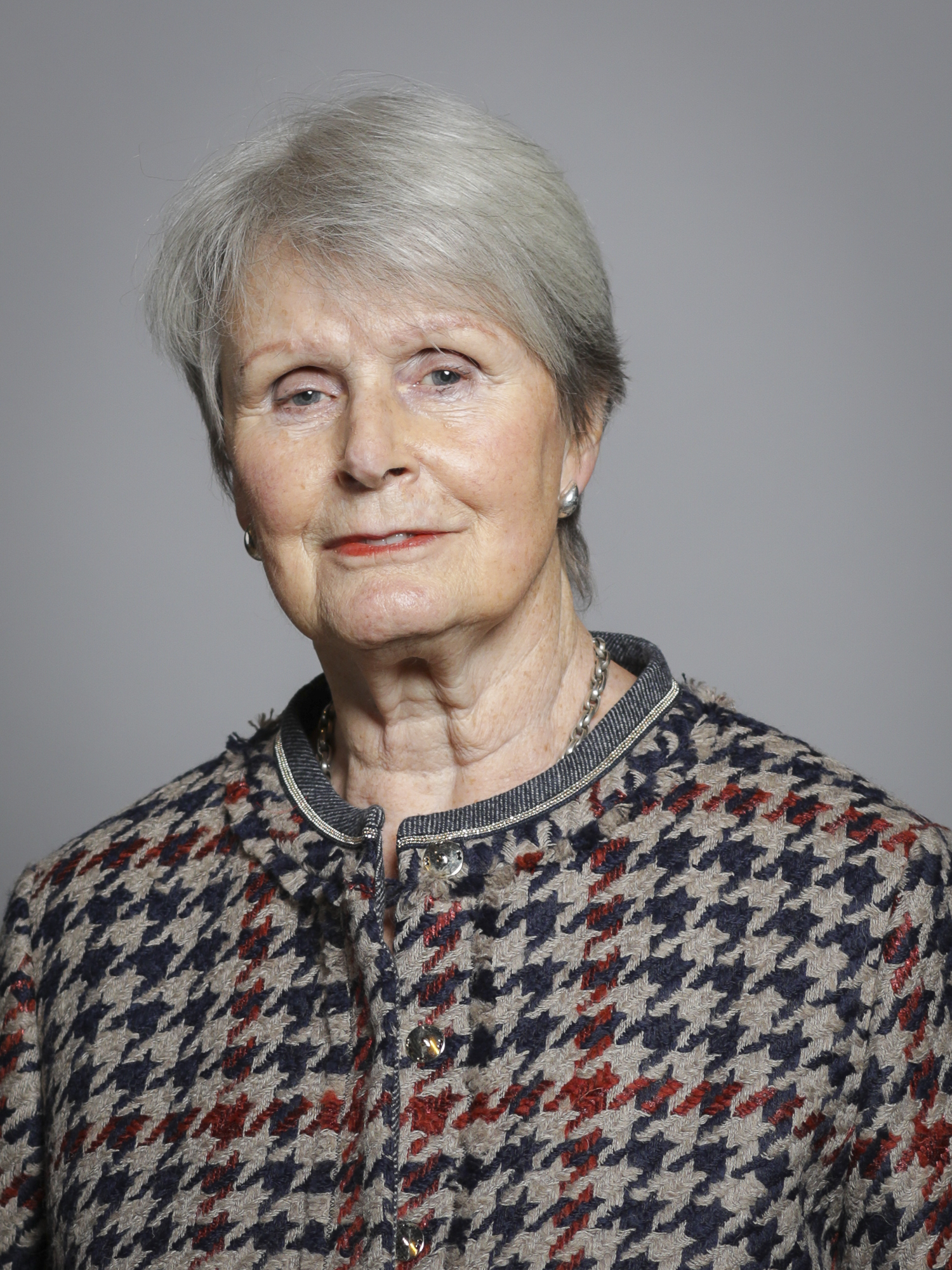
Janet Neel Cohen, Baroness Cohen of Pimlico, 2019

Janet Cohen, Baroness Cohen of Pimlico (geborene Neel, * 4. Juli 1940) ist eine britische Schriftstellerin, Anwältin und Life Peer der Labour Party.

## Bildungsweg und Familie
Die Tochter von George Edric Neel und Maria Isabel Budge besuchte zunächst die South Hampstead High School, eine Mädchenschule im Londoner Nordwesten. Im Jahr 1962 schloss sie ihre Jura-Studien am Newnham College der University of Cambridge mit dem Bachelor of Arts ab. 
Janet Neel heiratete am 18. Dezember 1971 James Lionel Cohen, den Sohn von Dr. Richard Henry Lionel Cohen. Das Paar zog seine drei Kinder in Nordengland auf.

## Beruf
Janet Neel praktizierte ab 1965 als Anwältin. Nach einem Job in der Gewerkschaft der Bauindustrie war sie dreizehn Jahre als Verwaltungsbeamtin in der Industrie- und Handelskammer tätig. Sie führte zwei Londoner Restaurants. Zwischen 1994 und 1999 war Janet Cohen bei der BBC Mitglied des Rundfunkrates.
Am 3. Mai 2000 wurde Janet Cohen zum Peer auf Lebenszeit als Baroness Cohen of Pimlico, of Pimlico in the City of Westminster, erhoben und sitzt seither für die Labour Party als weltlicher Lord im britischen Oberhaus.
Größtenteils unter ihrem Mädchennamen Janet Neel trat Janet Cohen als Krimi-Autorin hervor.

## Prosa-Werke

### Francesca Wilson und John McLeish Krimis
Alle unter dem Namen Janet Neel erschienen:
- 1988: Death's Bright Angel, 1988: John Creasey Award, dt. 1992 Der leuchtende Engel des Todes
- 1989: Death on Site, dt. 1993: Wer zweimal fällt, ist endlich tot
- 1991: Death of a Partner, nominiert für den Dagger Award, dt. 1994 Schön, reich und tot
- 1993: Death Among the Dons, nominiert für den Dagger Award, dt. 1994 Tod der Dame
- 1996: A Timely Death
- 1998: To Die For. A Mystery
- 2000: O Gentle Death

### Andere Romane
- 1992 Janet Cohen: The Highest Bidder
- 1995 Janet Cohen: Children of a Harsh Winter
- 2005 Janet Neel: Ticket to Ride